# پوینت لی، آلاسکا
پوینت لی (به انگلیسی: Point Lay) شهری در بخش نورث اسلوپ ایالت آلاسکا است که جمعیت آن در سرشماری سال ۲۰۰۰ میلادی ۲۴۷ نفر بوده‌است.